# استامید
استامید (به انگلیسی: Acetamide) یا اتانامید یک ترکیب شیمیایی با شناسه پاب‌کم ۱۷۸ است. اتانامید ترکیب آلی با فرمول CH3CONH2 است و ساده‌ترین آمید است که از اسید استیک به دست می‌آید. این ماده به عنوان یک نرم‌کننده و به عنوان یک حلال صنعتی کاربرد دارد. استامید را می‌توان واسطه ای بین استون در نظر گرفت که دارای دو گروه متیل (CH3) در دو طرف کربونیل (CO) و اوره است